# Regeneração (corveta)
A Regeneração foi uma corveta portuguesa. Era um navio mercante na Baía, à volta de 1821, e foi armado em corveta de 24 peças. Em 13 de Setembro de 1823 passou a chamar-se "Galateia" mantendo a mesma classificação. Em 1824 passou a ser considerada de charrua "Galateia".